# 海蔵寺 (文京区)
海蔵寺（かいぞうじ）は、東京都文京区にある曹洞宗の寺院。

## 概要
天文年間（1532年～1555年）、内海彦右衛門の開基である。元々は尾張国（現・愛知県）に位置していたが、すぐに武蔵国豊島郡駒込村（現・東京都文京区・豊島区の一部）に移転した。その後、周辺を転々とした後、1718年（享保3年）に現在地に移転した。

## 寺宝等
- 釈迦如来像（本尊）
- 准胝観音画像
- 達摩像
- 仏足石

## 墓所

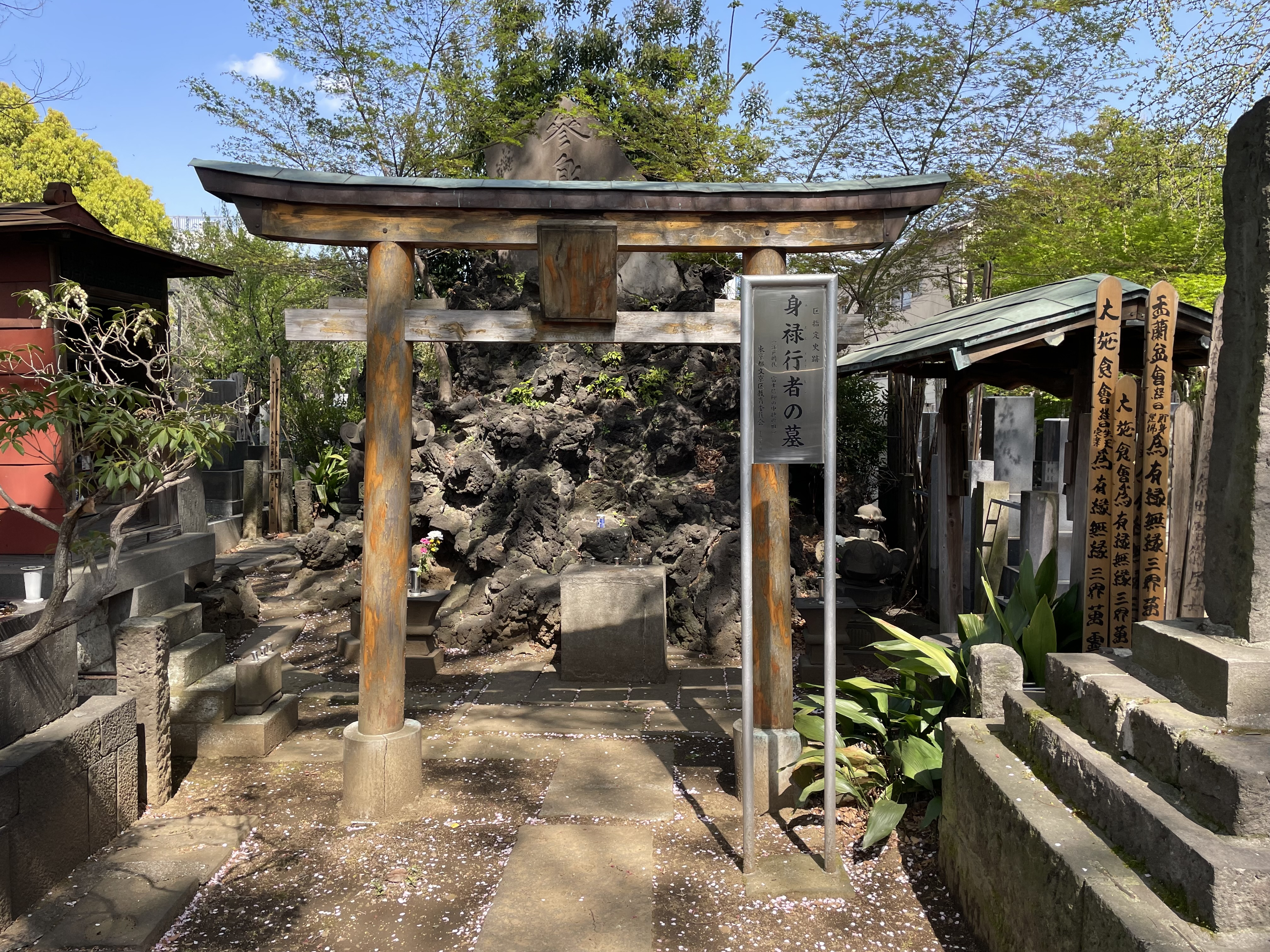
身禄行者の墓と富士塚

- 食行身禄（富士講指導者）
- 立原翠軒（水戸藩士）夫妻
- 雲龍久吉（大相撲力士、横綱）

## 交通アクセス
- 本駒込駅より徒歩6分（経路案内）。